# Ugia polysticta
Ugia polysticta là một loài bướm đêm trong họ Erebidae.